# Lycia bulgariensis
Lycia bulgariensis là một loài bướm đêm trong họ Geometridae.